# Честер Гап (Вирџинија)
Честер Гап (енгл. Chester Gap) насељено је место без административног статуса у америчкој савезној држави Вирџинија.

## Демографија
По попису из 2010. године број становника је 839.
| Група             | 2000.    | 2010.       |
| Белци             | 0 (0,0%) | 782 (93,2%) |
| Афроамериканци    | 0 (0,0%) | 15 (1,8%)   |
| Азијати           | 0 (0,0%) | 2 (0,2%)    |
| Хиспаноамериканци | 0 (0,0%) | 20 (2,4%)   |
| Укупно            | 0        | 839         |